# 艾菲蜜
艾菲蜜或稱為艾菲蜜亞是希臘神話中的吉兆、掌聲、讚美及勝利吶喊之神祇。
她的相反是批判之神摩墨斯（Momos，希臘文為Μωμος）。艾菲蜜與她的姊妹好名聲之神艾琪莉亞（Eukleia，希臘文為Ευκλεια）、繁榮之神艾菲妮亞（Euthenia，希臘文為Ευθηνια）及友善之神費莉歐弗洛希妮（Philophrosyne，希臘文為Φιλοφροσυνη）可能被稱為年輕的美惠女神（Kharites）。根據奧菲斯的殘篇（Orphic fragments），她的父母是赫菲斯托斯和阿格萊亞。